# 공전 속도
공전 속도(公轉速度, 영어: orbital speed)는 행성, 위성과 같은 어떤 물체가 계의 무게 중심을 기준으로 도는 속도를 말한다. 행성의 경우, 원일점에서는 최소, 근일점에서는 최대가 되며, 위성의 경우엔 원지점이 최소, 근지점이 최대가 된다.

## 평균 공전 속도
적은 이심률을 보이는 궤도의 경우 궤도의 길이는 원형의 길이에 더 가까우며, 평균 공전 속도는 궤도의 공전 주기와 반장축을 관찰함으로써, 또는 두 실체 간 질량과 반장축을 이해함으로써 추정할 수 있다.
{\displaystyle v\approx {2\pi a \over T}}
{\displaystyle v\approx {\sqrt {\mu  \over a}}}
여기에서 v는 공전 속도, a는 반장축의 길이,, T는 궤도 주기, μ=GM는 표준 중력 변수이다.

### 태양계 행성
- 수성 : 47.36 km/s
- 금성 : 35.020 km/s
- 지구 : 29.76 km/s
- 화성 : 24.077 km/s
- 목성 : 13.05624 km/s
- 토성 : 9.639 km/s
- 천왕성 : 6.795 km/s
- 해왕성 : 5.43 km/s

## 같이 보기
- 탈출 속도
- 호만 전이 궤도